# Горня Радгона (община)
Община Горня Радгона (словен. Občina Gornja Radgona) — одна з общин Словенії. Адміністративним центром є місто Горня Радгона.

## Населення
У 2011 році в общині проживало 8632 осіб, 4237 чоловіків і 4395 жінок. Чисельність економічно активного населення (за місцем проживання), 3258 осіб. Середня щомісячна чиста заробітна плата одного працівника (EUR), 856,57 (в середньому по Словенії 987.39). Приблизно кожен другий житель у громаді має автомобіль (55 автомобілі на 100 жителів). Середній вік жителів склав 42,7 роки (в середньому по Словенії 41.8). 